# Samuel C. Pomeroy
Samuel C. Pomeroy (Southampton, 1816. január 3. – Whitinsville, 1891. augusztus 27.) az Amerikai Egyesült Államok szenátora (Kansas, 1861–1873) volt a 19. század közepén. Az amerikai polgárháború alatt az Egyesült Államok szenátusában szolgált. Pomeroy a massachusettsi képviselőházban is szolgált. A republikánus párti Pomeroy 1858 és 1859 között a kansasi Atchison polgármestere is volt, az Atchison, Topeka and Santa Fe Railway vasúttársaság második elnöke, és az első elnök, aki a vasútépítés és a vasútüzem bármelyikét felügyelte. Pomeroy 1864. január 13-án követte Cyrus K. Hollidayt a vasút elnökeként.